# 红脖颈槽蛇
红脖颈槽蛇（学名：Rhabdophis subminiatus）为游蛇科颈槽蛇属的爬行动物，俗名野鸡项、红脖游蛇、扁脖子。分布于東南亞的缅甸、泰国、柬埔寨、寮國、越南、印度、锡金、马来西亚、印度尼西亚以及東亞的中華人民共和國的福建、广东、香港、海南、广西、四川、贵州、云南等地，多生活于农耕区的水沟附近。其生存的海拔上限为2250米。该物种的模式产地在印度尼西亚爪哇，曾經被歸為無害的蛇類，但又重新評估歸類為有毒的危險蛇類。
2021年研究人员根据由ND4与Cytb两个线粒体基因构建红脖颈槽蛇的系统发育树（BI/ML），显示红脖颈槽蛇这一种组分成A、B两个种群，其中A种群明显分成两支。模式产地印度尼西亚的种群与泰国、缅甸、越南、中国西双版纳的种群构成并系，并与中国海南岛的种群构成复合系。因此印度尼西亚那一支代表地模存在的真正的红脖颈槽蛇种群，东南亚的则可恢复红脖颈槽蛇泰国亚种的有效性并将其提升为种级泰国颈槽蛇（R. siamensis），北方亚种提升为种级北方颈槽蛇（R. helleri），中国海南岛的那一支则代表了一个新种——拟红脖颈槽蛇（R. confusus）。

## 亚种
- 红脖颈槽蛇北方亚种（学名：Rhabdophis subminiatus helleri），Schmidt于1925年命名。分布于缅甸、印度、泰国、寮國以及中華人民共和國的福建、广东、香港、广西、四川、贵州、云南等地。该物种的模式产地在云南腾冲。[4]
- 红脖颈槽蛇指名亚种（学名：Rhabdophis subminiatus subminiatus），Schlegel于1837年命名。分布于中南半岛、马来半岛、印度尼西亚以及中華人民共和國的海南等地。该物种的模式产地在云南腾冲。[5]